# 秋田郡
- 令制国一覧 > 東山道 > 羽後国 > 秋田郡
- 日本 > 東北地方 > 秋田県 > 秋田郡

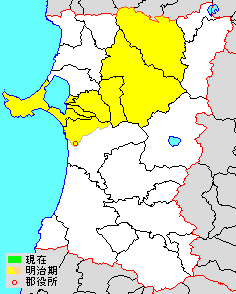
出羽国秋田郡の範囲

秋田郡（あきたぐん）は、秋田県（出羽国・羽後国）にあった郡。

## 郡域
概ね上記の区域を合わせたものだが、行政区画として画定されたものではない。
出羽国および羽後国で最大の面積を有する郡であった。

## 歴史
733年（天平5年）に出羽柵が最上川河口付近から、秋田村高清水岡（現秋田県秋田市）に移されたことにより、従来出羽国の管轄ながら国郡制が及んでいなかった出羽北部に恒常的な機関が設置された。その後この機関は秋田城と改称し、760年（天平宝字4年）には、出羽国府が秋田城に移されたことにより国衙機能を有するようになった。780年（宝亀11年）には、秋田城介制が始まり、国府が移転した後の本地域を管轄した。
804年（延暦23年）、秋田城制は停止され、代わりに秋田郡が置かれた。秋田城自体は存続したが、結果、本地域に国郡制が施行されることとなった。当時は、その管轄範囲の南と東を河辺郡に接し、北端は馬場目川流域付近までではなかったかと推測されており、その更に北は蝦夷の地として秋田城管轄内で郡制の施行されていない地域であったと見られている。
倭名類聚抄 (934年頃成立)以前に設置された郡郷は、添川郷、率浦郷、方上郷、成相郷、高泉郷の5郷である。
その後、郡域は北へ拡大したと推察されるが、中世の一時期、男鹿半島に小鹿島郡が置かれたことが神社の棟札等から確認されているほか、北に隣接して河北郡（かわきたぐん）が陸奥国か出羽国か議論があるものの設置されたとも見られている。1590年（天正18年）、豊臣秀吉朱印状により、陸奥国比内郡（概ね後の北秋田郡にあたる）が秋田郡に編入されたことにより、近世の秋田郡が成立した。

### 近代以降の沿革
所属町村の変遷は北秋田郡#郡発足までの沿革、南秋田郡#郡発足までの沿革をそれぞれ参照
- 「旧高旧領取調帳」の記載によると、幕末時点では出羽国に所属し、久保田藩領であった。（4町283村）
- 明治元年12月7日（1869年1月19日） - 出羽国が分割され、本郡は羽後国の所属となる。
- 明治4年
  - 1月13日（1871年3月3日） - 久保田藩が改称して秋田藩となる。
  - 7月14日（1871年8月19日） - 廃藩置県により藩領が秋田県となる。
  - 11月2日（1871年12月13日） - 第1次府県統合により秋田県の管轄となる。
- 明治11年（1878年）12月23日 - 郡区町村編制法の秋田県での施行により、秋田郡のうち秋田町など2町157村の区域に南秋田郡、鷹巣村など3町120村の区域に北秋田郡がそれぞれ行政区域として発足。同日秋田郡消滅。